# Андовер (город, Миннесота)
Андовер (англ. Andover) — город в округе Анока, штат Миннесота, США. По данным переписи за 2010 год число жителей города составляло 30 598 человек.

## Географическое положение
По данным Бюро переписи населения США город имеет общую площадь в 90,2 км² (87,75 км² — суша, 2,46 км² — вода).

## История
Населённый пункт на месте города Андовер был организован в 1857 году под именем тауншипа «Раунд-Лейк». В 1860 году название изменили на Гроу в честь сенатора Галуши Гроу из Пеннсильвании. В то время население тауншипа было 330 человек. В 1972 году Совет тауншипа Гроу предложил сменить форму управления населённого пункта и преобразовать тауншип в деревню. Новое название Андовер было связано с именем железнодорожной станции города. Впервые название Андовер появилось в статье 1899 года в газете Профсоюза округа Анока, как одно из названий для будущих станций железнодорожной линии. Деревня Андовер была создана в 1972 году, а в 1974 году она стала городом.

## Население
| Год переписи | Нас.  |  | %±     |
| ------------ | ----- |  | ------ |
| 1890         | 485   |  | —      |
| 1900         | 721   |  | 48,7%  |
| 1910         | 614   |  | −14,8% |
| 1920         | 626   |  | 2%     |
| 1930         | 508   |  | −18,8% |
| 1940         | 656   |  | 29,1%  |
| 1950         | 757   |  | 15,4%  |
| 1960         | 1402  |  | 85,2%  |
| 1970         | 3830  |  | 173,2% |
| 1980         | 9387  |  | 145,1% |
| 1990         | 15216 |  | 62,1%  |
| 2000         | 26588 |  | 74,7%  |
| 2010         | 30598 |  | 15,1%  |
| 2016         | 32461 |  | 6,1%   |

По данным переписи 2010 года население Андовера составляло 30 598 человек (из них 50,7 % мужчин и 49,3 % женщин), в городе было 9811 домашних хозяйств и 8357 семей. На территории города была расположена 10 091 постройка со средней плотностью 111,9 постройка на один квадратный километр суши. Расовый состав: белые — 93,2 %, афроамериканцы — 1,7 %, азиаты — 2,2 %, коренные американцы — 0,3 %.
Население города по возрастному диапазону по данным переписи 2010 года распределилось следующим образом: 30,4 % — жители младше 18 лет, 3,9 % — между 18 и 21 годами, 59,0 % — от 21 до 65 лет и 6,7 % — в возрасте 65 лет и старше. Средний возраст населения — 37,3 лет. На каждые 100 женщин в Андовере приходилось 103,0 мужчин, при этом на 100 совершеннолетних женщин приходилось уже 100,6 мужчин сопоставимого возраста.
Из 9811 домашних хозяйств 85,2 % представляли собой семьи: 74,2 % совместно проживающих супружеских пар (38,3 % с детьми младше 18 лет); 4,6 % — женщины, проживающие без мужей и 3,9 % — мужчины, проживающие без жён. 14,8 % не имели семьи. В среднем домашнее хозяйство ведут 3,11 человека, а средний размер семьи — 3,35 человека. В одиночестве проживали 10,6 % населения, 3,4 % составляли одинокие пожилые люди (старше 65 лет).

## Экономика
В 2016 году из 24 208 человек старше 16 лет имели работу 17 783. При этом мужчины имели медианный доход в 66 284 доллара США в год против 52 509 долларов среднегодового дохода у женщин. В 2014 году медианный доход на семью оценивался в 105 621 $, на домашнее хозяйство — в 100 358 $. Доход на душу населения — 37 784 $ в год.